# Flugbionik

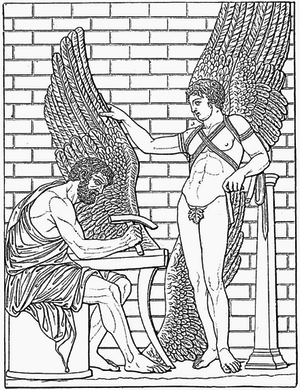
Dädalus und Ikarus, Relief in der Villa Albani (Rom)

Flugbionik ist ein wissenschaftliches Teilgebiet der Bionik, das sich mit dem Fliegen befasst. Hierfür werden verschiedene Vorbilder der Natur verwendet, deren Prinzipien der Fortbewegung für das Fliegen und der Verbesserung von Flugobjekten dienlich sind.

## Geschichte

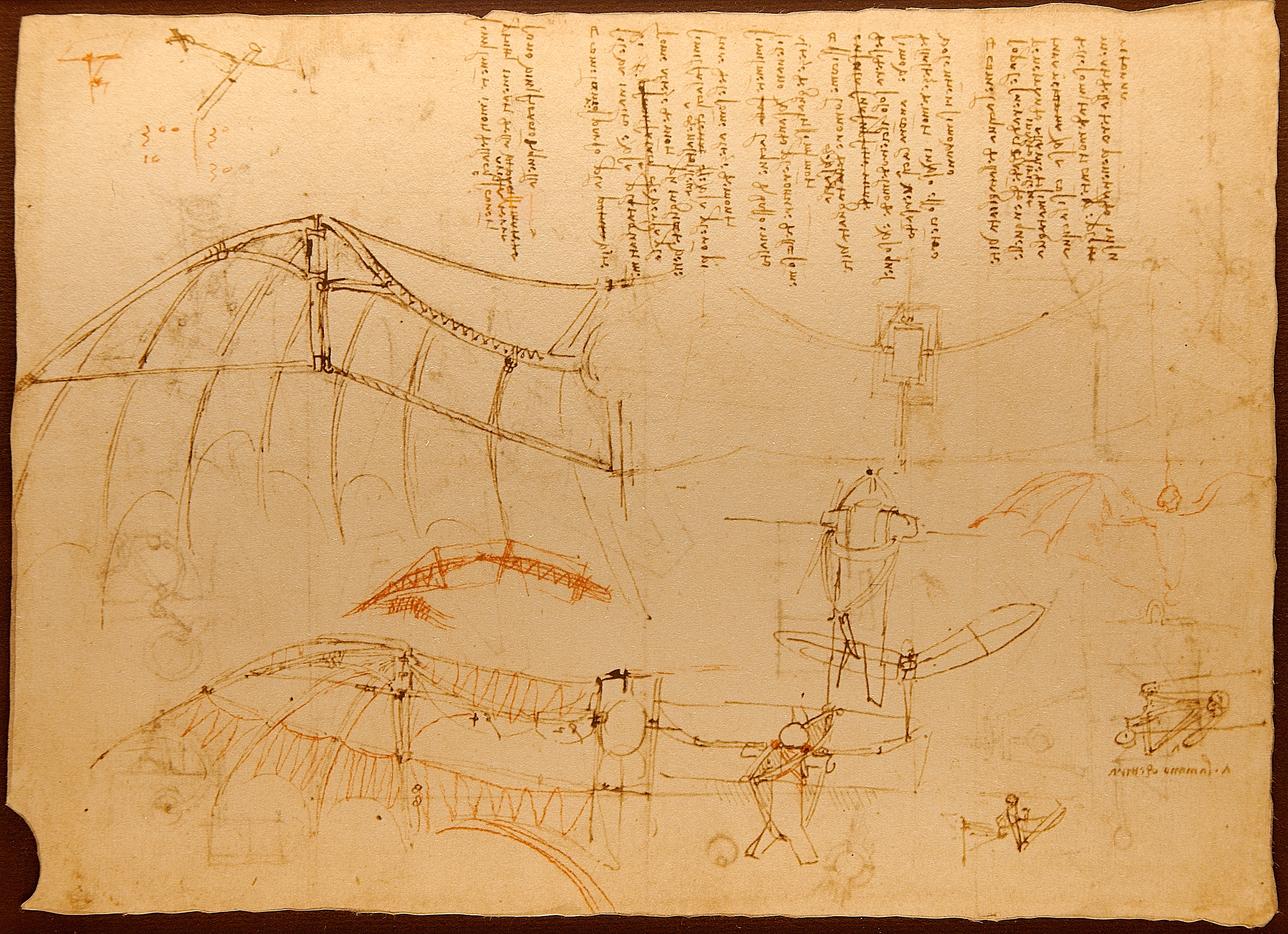
Flügel für Flugapparate
(Zeichnung von Leonardo da Vinci)

Bereits Ikarus vermochte sich der Sage nach mit an den Armen befestigten Vogelfedern in die Luft zu erheben, womit die Natur als Vorbild zur Erfüllung des Wunsches nach Fliegen diente.
Leonardo da Vinci fertigte Skizzen eines Fallschirms, dessen Vorbild ein „beschirmter“ Löwenzahnsamen gewesen sein könnte, sowie zu einer Flugmaschine, deren Flügelkonstruktion an die Anatomie eines Vogelflügels erinnert.
Otto Lilienthal ließ sich vom Gleitflug der Störche beeinflussen. Nach Studien des Storchfluges begann er, sich mit einem Modell des Fliegens anhand der Störche zu beschäftigen. Hierzu schrieb er sein Buch Der Vogelflug als Grundlage der Fliegekunst. In seinen weiteren Studien bildete er Grundlagen, die noch heute in der Luftfahrtindustrie beachtet werden, da sie die Physik des Fluges entscheidend beeinflussen. Unbekannt ist, ob er dabei auch die Erkenntnisse von Bernoulli und Venturi kannte.
Aus der Frühzeit der Luftfahrt stammt auch die Verwendung des Zanonia-Samens als Vorbild für den Tragflächengrundriss der Etrich Taube. Nurflügler verwendeten in vielen Fällen den gleichen Grundriss, verzichteten aber zusätzlich auf das abgesetzte Leitwerk und ähnelten damit noch mehr dem Vorbild aus der Natur.